# Округ Декаб (Индијана)
Округ Декаб (енгл. DeKalb County) је округ у америчкој савезној држави Индијана.

## Демографија
По попису из 2010. године број становника је 42.223, што је 1.938 (4,8%) становника више него 2000. године.
| Група             | 2000.          | 2010.          |
| Белци             | 39.009 (96,8%) | 40.406 (95,7%) |
| Афроамериканци    | 101 (0,3%)     | 148 (0,4%)     |
| Азијати           | 134 (0,3%)     | 192 (0,5%)     |
| Хиспаноамериканци | 676 (1,7%)     | 1.031 (2,4%)   |
| Укупно            | 40.285         | 42.223         |